# Evanger Station
Evanger Station (Evanger stasjon) er en jernbanestation på Bergensbanen, der ligger i byområdet Evanger i Voss kommune i Norge. Stationen består af krydsningsspor og sidespor, to perroner og en stationsbygning samt pakhus i gulmalet træ.
Stationen åbnede som holdeplads sammen med Vossebanen 11. juli 1883. Fra april 1894 til 1907 hed den Ævanger. Den blev opgraderet til station 1. juli 1910. Den blev fjernstyret 19. juni 1980, og 1. januar 1988 blev den gjort ubemandet.
I forbindelse med udbygningen af Evanger kraftverk fra 1963 blev materialer fra tunnelboringen lagt i Evangervatnet og benyttet til udvidelse af byområdet. Der blev anlagt et sidespor fra Evanger Station over en ny bro til kraftværket i fjeldet ved centrum på den anden side af elven.